# Platons akademi
Platons akademi blev grundlagt omkring 385 f.Kr. i Athen. Begrebet akademi stammer fra antikken.

## Stedet
Platon grundlagde omkring 385 f.Kr. et gymnasium med navn Akademiet (Akademia) i en større have lidt nordvest for Athen, ved floden Kefissos opkaldt efter heroen Akademos uden for Athen. Hovedgaden Kerameikos’ fortsættelse førte derud, Kimon havde ladet pladsen smukt beplante, og rundt om i anlægget var der anbragt altre og billedhuggerarbejder. Her underviste Platon, og efter dette sted fik hans skole navnet Akademeia eller Akademia. Over indgangen til i akademiet stod der skrevet: "Dørtrinnet til visdommens tempel er erkendelsen af din egen uvidenhed".[kilde mangler].
Man kan i dag besøge stedet for den arkæologiske udgravning af Akademiet.

## Platons akademi
Det der senere blev kendt som 'Platons skole' startede formentlig, da Platon arvede en ejendom som trediveårig, hvor han holdt uformelle forsamlinger hvori deltog Theaetetus fra Sunium, Archytas fra Tarentum, Leodamas fra Thasos og Neoclides. Der er ingen historiske optegnelser af det præcise tidspunkt hvor skolen blev officielt grundlagt, men mange forskere er enige om, at det skete i årene omkring år 387 f.Kr., hvor det menes, at Platon vendte tilbage efter sin første rejse til Italien og Sicilien. Akademiet var ikke åbent for almenheden, men i Platons tid var medlemskab gratis. Derfor var det formentlig ikke i starten en egentlig "skole" med en klar adskillelse imellem lærere og elever og med et formelt pensum. Der var dog en klar adskillelse mellem seniormedlemmer og juniormedlemmer.
Man kender til to kvinder der studerede med Platon i akademiet, Axiothea fra Phlius og Lasthenia fra Mantinea. I Platons periode havde skolen ikke nogen speciel lære der undervistes i; det fungerede snarere sådan at Platon (og formentlig også hans kollegaer) opstillede problemstillinger, der skulle studeres, diskuteres og løses af de andre. Der er belæg for at der blev holdt forelæsninger, især Platons forelæsning "Om det gode, men brugen af dialektik var formentlig det normale. Mange har forestillet sig at akademiets pensum har mindet meget om det Platon beskriver i sin Staten. Omvendt mener andre at sådan et bilede ikke tager hensyn til at dette pensum var beregnet til det ideelle samfund der beskrives i den dialog. De emner der blev studeret omfattede sandsynligvis matematik så vel som de filosofiske emner der behandles i Platons dialoger, men der er meget få pålidelige kilder. Der er noget belæg for hvad man i dag vil anse for at være videnskabelig forskning: Simplicius fra Cilicia beretter at Platon havde bedt de andre medlemmer om at opdage den enkleste forklaring for de uregelmæssige planetbaner. Ifølge Simplicius er Eudoxus den første der arbejdede med dette problem.

## Akademiets senere historie
Diogenes Laertius opdeler akademiets historie i tre perioder: det ældre, det mellemste og det yngre akademi.

### Det gamle akademi
Det gamle akademi som bestod af Platons egentlige disciple blomstrede i den sidste halvdel af 4. århundrede f.Kr. og begyndelsen af 3. århundrede f.Kr.. Plato's efterfølgere som akademiets skolark er Speusippus (347–339 f.Kr.), Xenocrates (339–314 f.Kr.), Polemon (314–269 f.Kr.) og Krates (ca. 269–266 f.Kr.). Akademiets mest berømte medlem er Aristoteles. Arisoteles skulle have efterfulgt Platon som skolark man da det blev Speusippos grundlagde Aristoteles i stedet sin egen skole Lykeion. Andre berømte medlemmer er Heraklides Ponticus, Eudoxos fra Knidos, Philip fra Opus og Krantor.

### Det mellemste akademi
Det mellemste akademi startede da Arkesilaos fra Aiolien blev skolark omkring år 266 f.Kr. og bestod til lidt efter år 250 f.Kr.. Under Arkiseilaus (c. 266–241 f.Kr) blev akademiet stærkt præget af akademisk skepticisme. Arkesilaos efterfulgtes af Lakydes fra Cyrene (241–215 f.Kr.), Evander og Telekles (sammen) (205 – omkr. 165 f.Kr.), og Hegesinus fra Pergamon (ca. 160 f.Kr.).

### Det yngre akademi
Det yngre akademi tredje samledes om Karneades fra Kyrene (215 f.Kr.—130 f.Kr.). Akademiet er stadig skeptisk og benægter at en absolut sandhed findes, men under påvirkning fra stoicismen blev positionen mere moderat end det mellemste akademi. Foredragene holdtes på det gamle sted. Karneades efterfulgtes af Clitomachus (129 – ca. 110 f.Kr.) and Philon fra Larissa ("den sidste ubestridte leder af akademiet" ca. 110–84 f.Kr.). Omkring 90 f.Kr. begyndte Philos elev Antiochos fra Ascalon at undervise i sin egen konkurrerende version af platonismen. Han afviste skepticisme og talte for stoicismen, hvilket startede en ny periode man kender som den mellemste platonisme.

### Akademiets første ødelæggelse
Da den 1. Mitradates-krig begyndte i 88 f.Kr. forlod akademiets to sidste ledere, Philon fra Larissa og Antiochos fra Askalon Athen. Philon tog til Rom og Antiochos til Alexandria. I 86 f.Kr. blev akademiet ødelagt af Mithridates 6. af Pontos og stedet blev opgivet som lærested.

### Det nyplatoniske akademi
Det var først i starten af 400-tallet (ca. 410) at et akademi blev genetableret af ledende nyplatonikere.  Begyndelsen er usikker, men da Proklus ankom i Athen i starten af 430erne underviste Plutark fra Athen og hans kollega Syrianus på et akademi i Athen. Nyplatonokerne i Athen kaldte sig selv for efterfølgere (Platons "diadochoi") og mente, at de repræsenterede en ubrudt tradition der blev startet af Platon, men det er umuligt at der har været nogen kontinuitet med det oprindelige akademi. Skolen har været privatejet og havde til huse i et stort hus som Proklus endte med at arve fra Plutark og Syrianus.  Skolarkerne var Plutark fra Athen, Syrianus, Proklus, Marinus, Isidore og til sidste Damascius. Det nyplatoniske akademis højdepunkt kom under Proklus.
Den østromerske kejser Justinian 1. lukkede akademiet i 529 e.Kr. da stedet promoverede hedenskab. Året bruges derfor ofte til at angive antikkens slutning og middelalderens begyndelse.

## Ordets betydning
Allerede i »det ældre akademi« ligger den dobbeltbetydning gemt, som ordet senere får, nemlig på den ene side en højere undervisningsanstalt, især i et bestemt fag, og på den anden side et samfund af videnskabsmænd (eller litterater eller kunstnere). Et akademi i sidstnævnte betydning bestod siden omtrent 300 f.Kr. i Alexandria. Det var det berømte Museion, grundlagt af Ptolemaios I, i forbindelse med det ikke mindre berømte bibliotek. I det alexandrinske Museion fik videnskabsdyrkere deres underhold på statens bekostning.
Den, der imidlertid har bidraget væsentligst i oldtiden til ordet akademis anvendelse i dets nyere, dobbelte betydning, er Cicero. Han kaldte sin landejendom i Campanien Akademia. På landstedet Tusculanum havde han også et akademi, og et af hans skrifter bærer navnet Academicae Quaestiones.